# Albrecht Jan Smiřický

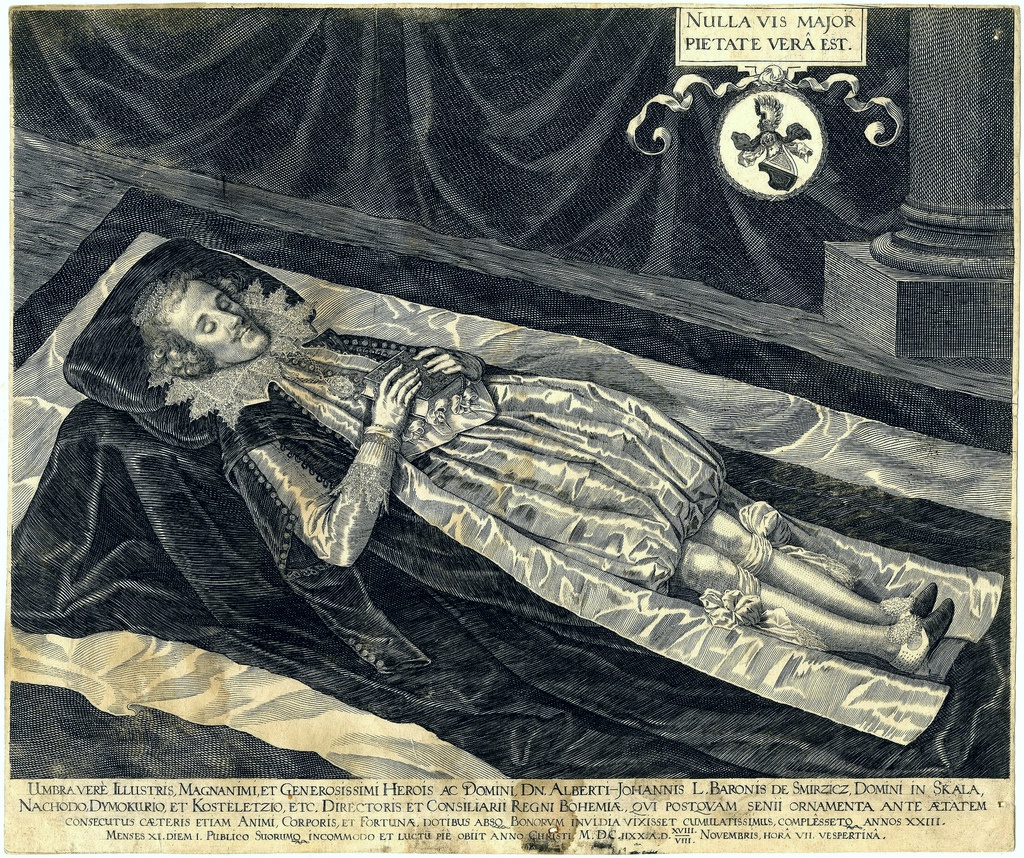
Albrecht Jan Smiřický opgebaard na zijn dood

Albrecht Jan Smiřický ze Smiřic (Hrubá Skála, 17 december 1594 - Praag, 18 november 1618) was een Boheems, protestants edelman en een van de leiders van de Boheemse Opstand tegen de Habsburgers.
Smiřický was een bondgenoot van Heinrich Matthias von Thurn in het verzet tegen de katholieke keizer en koning Ferdinand II. De plannen voor de defenestratie van de katholieke, koninklijke raadgevers zouden in het paleis van Smiřický op de Malá Strana in Praag zijn gesmeed. Na de defenestratie in mei 1618 richtte Smiřický op eigen kosten een regiment om tegen de Habsburgers te vechten. Hij speelde echter geen verdere rol in de Boheemse Opstand of de Dertigjarige Oorlog, want hij overleed al in de herfst van 1618 aan een longontsteking.
Smiřický was in 1617 verloofd met Amalia Elisabeth, dochter van graaf Filips Lodewijk II van Hanau-Münzenberg en Catharine Belgica van Oranje-Nassau. Tot een huwelijk kwam het niet door zijn overlijden in 1618.